# Иван Сарић
Иван Сарић (буњ. Ivan Sarić; Суботица, 27. јун 1876 — Суботица, 23. август 1966) био је буњевачки свестрани спортиста; атлетичар, рвач и један од оснивача фудбалског клуба у Суботици, а исто тако и један од најзначајнијих пионира југословенског ваздухопловства. Као познати бициклиста и мотобициклиста такмичио се и побеђивао на многим тркама широм Европе. Завршио је трговачку академију, живео и радио као књиговођа у свом родном граду.

## Биографија

### Бициклизам
Бициклизмом се почео бавити 1891. и то вожњом на бициклу са великим точком. На првој међународној трци у Печују 1896. освојио је друго место. Прва места на 10 километара освојио је на првенству Угарске 1897. и 1898. и првенству Аустрије 1899. у Бечу, где је био и првак на 25 километара. Успешно је искористио околност да је живео у Аустроугарској монархији и да је могао да се такмичи и на првенствима Аустрије и Угарске, као и да је као Србин из прека био добродошао на српским такмичењима. Био је шампион три земље. На првенству Угарске у Будимпешти 1900. освојио је прво место у дисциплини на 100 км. и пет других места у осталим дисциплинама. Исти успех постиже и у Новом Саду на 100 км. На првенству Србије у Београду осваја прво место на 1 км и 25 км. Том приликом су суботички фудбалери, под вођством Сарића демонстрирали у Топчидеру игру лоптом — фудбал. На првенству Бачке 1901. у Суботици осваја прво место на 25 км. Успешно је завршио још 50 других такмичења.

### Ваздухопловство
Из Краљевине Србије први је авионом летео престолонаследник Александар I Карађорђевић, 1909. године у посети Француској. Непуних седам година после летова браће Рајт и пола године пре лета првог Југословена Едварда Русијана, Сарић је као први човек са ових простора успешно летео на авиону сопствене конструкције и израде, Сарић бр. 1.
За време боравка у Паризу 1909. Иван Сарић упознао је неке пионире авијације и одушевио се њиховим пројектима, а највећи утисак на њега оставио је француски инжењер и пилот Луј Блерио, који је те године први авионом прелетео Ламанш у свом једнокрилцу. Вративши се у Суботицу, одлучио је да направи сопствени авион. У првом моделу мотор је био стране конструкције, троцилиндрични „делфос” од 24 коњске снаге, али је за следећи модел и мотор био његове конструкције. Труп авиона „Сарић 1“, саграђен од приручних материјала као што су дрво, ланено платно, точкови мотоцикла и клавирске жице, завршен је исте, 1909. године. На суботичком Градском тркалишту, у лето 1910. године, вршио је прве пробне летове истовремено увежбавајући се да и сам пилотира. Први јавни лет је изведен 16. октобра 1910. с хиподрома у Суботици, коме је присуствовало око седам хиљада грађана Суботице. Летећи на висини од 30 метара обишао је читаво коњичко тркалиште.
Седиште авиона од прућа је сачувано и налази се у Музеју ваздухопловства код аеродрома Сурчин - Београд. У Музеју се такође налази и реплика авиона „Сарић-1“ у чијој изради је помагао и сам Иван Сарић.
Почетком 1911. године Иван Сарић је усавршавао конструкцију свог авиона коме је дао назив „Сарић 2“. За ову летелицу сам је конструисао и мотор.
Први светски рат прекинуо је Сарићеву летачку делатност, али је конструкторским радом наставио да се бави целога живота. Иако самоук, био је даровит конструктор и проналазач различитих техничких изума. У ваздухопловству, поред авиона, конструисао је моторе, елисе и 1917. године је саградио и модел хеликоптера који је на пробама показао одличне резултате.
Доживео је дубоку старост као пензионер у Суботици. Био је активан у спортским и техничким друштвима, почасни члан Ваздухопловног савеза Југославије, Ауто-мото савеза Југославије, те почасни члан Ауто-мото друштва „Победа“ из Суботице. Добитник је великог броја признања. Умро је у Суботици 23. августа 1966. године у 91. години живота. Својим делом Иван Сарић се сврстава међу најзначајније пионире југословенског ваздухопловства. Аеро-клуб у Суботици носи његово име, као и једна улица у београдском насељу Миријеву.